# Spodnja Slivnica
Spodnja Slivnica – wieś w Słowenii, w gminie Grosuplje. 1 stycznia 2017 liczyła 566 mieszkańców.